# Most Wan’an
Most Wan’an (chiń. upr. 万安桥; chiń. trad. 萬安橋; pinyin Wàn’ān qiáo) – drewniany, kryty most o dziewięćsetletniej historii nad rzeką Changqiao położony w wiosce Changqiao Cun, powiecie Pingnan, prefekturze miejskiej Ningde, prowincji Fujian, ChRL, do 2022 najdłuższy drewniany most łukowy w Chinach.

## Historia
Pierwszy most w tym miejscu zbudowany był już w czasie dynastii Song w 1090 i w czasie swej długiej historii był wielokrotnie niszczony i odbudowywany. Został zniszczony w 1648 w czasie wojen między upadającą dynastią Ming a wojskami nowej dynastii mandżurskiej, być może przez bandytów, którzy rozkradli konstrukcję. Odnowiony w 1708, przeszedł kolejny remont w 1742 za czasów cesarza Qianlonga, lecz uległ ponownemu zniszczeniu w 1767. Most zbudowany w 1845 spłonął we wczesnych latach Republiki Chińskiej; podczas kolejnej odbudowy w 1932 został wydłużony. Niemal jedna trzecia konstrukcji została zniesiona przez powódź w 1952 roku i po odbudowie dwa lata później most przyjął ostateczną formę.
9 października 1990 most Wan’an został uznany za zabytek klasy powiatowej, w marcu następnego roku podniesiono jego rangę do zabytku prowincjonalnego. 25 maja 2006 wszedł w skład grupy „Krytych mostów północnego Fujianu” zaliczonej do zabytków klasy narodowej.
6 sierpnia 2022 o godz. 21, jeden z mieszkańców zauważył ogień na moście. Mimo natychmiastowego zawiadomienia straży pożarnej i podjęcia akcji ratunkowej, pożar, który ostatecznie ugaszono o 22:45, doszczętnie zniszczył drewnianą strukturę mostu. Sąsiadująca świątynia Dasheng ocalała.

## Konstrukcja
Most był konstrukcji drewnianej, z sześcioma przęsłami w postaci łuków wspartych na pięciu granitowych filarach. Przęsła różniły się rozpiętością – od 10,6 m (najkrótsze) do 15,3 m (najdłuższe). Jezdnia mostu była płaska, prowadziło do niej 10 stopni na końcu południowo-zachodnim i 36 na północno-zachodnim. Choć stosunkowo niski, był najdłuższym drewnianym mostem łukowym w Chinach. Przy wejściu na most znajdowała się duża świątynia, z wyszukanymi zdobieniami z rzeźbionego drewna, aczkolwiek twarze wielu wyobrażonych postaci zostały zniszczone lub uszkodzone. Most przykryty był dwuspadowym dachem wspartym na 152 drewnianych kolumnach, tworzących 37 traktów. 
Most był przykładem drewnianej konstrukcji łukowej z obszaru prowincji Fujian i Zhejiang. Konstrukcja przęsła składała się z dwóch systemów belek wzdłużnych (czyli równoległych do linii mostu) związanych belkami poprzecznymi. Pierwszy system składał się z łuku złożonego z trzech sekcji z dziewięciu belek wzdłużnych każda (dwóch skośnych i łączącej je poziomej); sekcje połączone były dwoma belkami poprzecznymi. Drugi system, przepleciony z pierwszym, składał się z łuku z pięciu sekcji, związanych czterema belkami poprzecznymi; każda sekcja składała się z ośmiu belek wzdłużnych. Wzdłużne elementy obu systemów przeplatały się ze sobą (belki drugiego systemu znajdowały się w lukach między belkami pierwszego systemu). Dodatkowo, konstrukcja przęsła wzmacniania była krzyżującymi się na kształt X belkami usztywniającymi sekcje.
Konstrukcja tego typu nie jest łukiem w ścisłym tego słowa znaczeniu (J. Needham zalicza tego typu konstrukcje do mostów wspornikowych), albowiem na belki poprzeczne działają znaczące siły zginające, zaś w klasycznym łuku wszystkie elementy winny być wyłącznie ściskane. Ponieważ jednak wzdłużne belki tworzące zasadniczą strukturę nośną pracują niemal wyłącznie na ściskanie, mosty takie określa się jako drewniane mosty łukowe. Wznoszone nad nimi dachy i budynki pełnią nie tylko rolę ochrony przed warunkami atmosferycznymi, ale mają też istotną rolę strukturalną: ich dodatkowy ciężar stabilizuje łuk, który nie jest odporny na działanie sił od dołu i mógłby zostać uszkodzony lub zniszczony np. przez silny wiatr wiejący pod przęsłami.